# داستان آرارات
داستان کوه آرارات یا داستان آغریداغی یکی از رمان‌های حماسی یاشار کمال است. اولین بار توسط انتشارات جم(ترکیه) در سال ۱۹۷۰ منتشر شد. این رمان الهام بخش یک فیلم و یک اپرا است.

## موضوع
این رمان از عشق بین احمد که در یکی از روستاهای کوهستانی در کوه آرارات زندگی می‌کند و گلبهار، دختر محمود هان که مدیر آن مکان بود، می‌گوید و اینکه این عاشقان چه کردند تا دوباره به هم برسند. از دیگر عناصر مهمی که در رمان به چشم می‌خورد فلوت و اسب محمود هان با خورشید نماد زین است که باعث شروع وقایع شد. فرهنگ و سنت‌های مردمی که در دوره حماسه زندگی می‌کردند را شامل می‌شود. جدای از اینها، رمان روان‌شناسی انسان را از طریق شخصیت‌های حماسی که روایت می‌کند بررسی می‌کند. در این رمان، یاشار کمال خواننده را وادار می‌کند تا میراث فرهنگی، حالات روحی قهرمانان و ویژگی‌های شبانی محیط را تجربه کند.